# 拉吉與DK
拉吉·尼戴莫魯（英語：Raj Nidimoru）與克里希納·D·K（英語：Krishna D.K.）或統稱為拉吉與DK（英語：Raj & DK），印度男導演、編劇及製片人搭檔。製作的電影及電視劇涵蓋英語、印地語和泰盧固語，知名作品如2019年起開播的Amazon Prime Video影集《衝突邊緣》，以及2019年起開播的《金钱骗局》，兩人皆身兼主創、導演、編劇和製片人。
他們也執導了電影《99》（2009年）、《肖尔在城市》（2011年）、《醉後屍樂園》（2013年）、《快樂結局》（2014年）、《紳士特務》（2017年），並在《佳節厄靈》（2018年）擔任編劇兼監製。

## 早年
拉吉·尼戴莫魯與克里希納·D·K分別生長於安得拉邦蒂鲁帕蒂和奇图尔，母語皆為泰盧固語。兩人皆畢業於SVU工程學院，也在此認識彼此。大學畢業後，他們移居美國，從事軟體工程師。

## 作品列表

### 電影
| 年份 | 標題                     | 職位             | 語種     | 附註                       |
| ---- | ------------------------ | ---------------- | -------- | -------------------------- |
| 2002 | 《莎迪網》（Shaadi.com） | 導演、編劇       | 英語     | 短片                       |
| 2008 | 《肖爾》（Shor）         | 導演、編劇       | 印地語   | 短片                       |
| 2003 | 《口味》                 | 導演、編劇、監製 | 英語     |                            |
| 2009 | 《99》                   | 導演、編劇       | 印地語   |                            |
| 2010 | 《再一次》               | 編劇             | 泰盧固語 |                            |
| 2011 | 《肖尔在城市》           | 導演、編劇       | 印地語   |                            |
| 2013 | 《醉後屍樂園》           | 導演、編劇       | 印地語   |                            |
| 2013 | 《S代表偷竊》            | 監製             | 泰盧固語 |                            |
| 2014 | 《快樂結局》             | 導演、編劇       | 印地語   |                            |
| 2017 | 《紳士特務》             | 導演、編劇       | 印地語   |                            |
| 2018 | 《佳節厄靈》             | 編劇、監製       | 印地語   |                            |
| 2020 | 《未暫停》               | 導演、編劇、監製 | 印地語   | 章節：〈小差錯〉（Glitch） |
| 2021 | 《運匠開麥拉》           | 監製             | 泰盧固語 |                            |

### 電視
| 年份  | 標題               | 職位                     | 語種   | 附註 |
| ----- | ------------------ | ------------------------ | ------ | ---- |
| 2019– | 《衝突邊緣》       | 創作者、導演、編劇、監製 | 印地語 |      |
| 2023– | 《金钱骗局》       | 創作者、導演、編劇、監製 | 印地語 |      |
| 2023– | 《槍枝與愛情》     | 創作者、導演、編劇、監製 | 印地語 |      |
| 2024  | 《堡壘之韓妮邦尼》 | 導演、編劇、監製         | 印地語 |      |

## 外部連結
- 拉吉·尼戴莫魯在互联网电影资料库（IMDb）上的資料（英文）
- 克里希納·D·K在互联网电影资料库（IMDb）上的資料（英文）